# Ботаника ацтеков
Ботаника ацтеков — область познаний ацтеков, изучающая растения. Была на уровне основных достижений развитых обществ древнего Востока, а также кое в чём даже превосходила современную ей ботанику Западной Европы. Созданные ацтекскими врачевателями сады лекарственных растений поразили испанских конкистадоров (Западная Европа того времени ещё не знала аптекарских садов и огородов).

## Основные особенности
О лекарственных растениях Месоамерики вкратце упоминали почти все хронисты XVI века (Эрнан Кортес, Берналь Диас дель Кастильо, Диего Дюран, Тесосомок, Иштлильшочитль, Торквемада, Мотолиниа, Мендьета, Акоста, Мартин де ла Крус, Саагун). Следует отметить, что Бернардино де Саагун подошел к этому вопросу с особым энтузиазмом, описав сами растения, приведя их местные названия, а в некоторых случаях и место произрастания. В своей «Общей истории о делах Новой Испании» сам Саагун дал описания 123 лекарственным травам, в то время, как в текстах его информаторов упоминаются 266 растений. В целом, во Флорентийском кодексе насчитали упоминания о 724 растениях, из которых можно идентифицировать 328 видов, относящихся к 101 семье.
Большинство упомянутых имеют лекарственное предназначение (266 растений) и съедобны (229 растений), используются в ритуальной практике (81 вид), имеют декоративное применение (48 растений). Большая часть растений имеют только один вид использования (503), два вида (79) и три вида и больше (26 растений). Но иногда некоторым растениям даны только общие названия для различных видов, например для юкки и амарантов.
Впервые были описаны на основе индейских информаторов такие растения: кукуруза, чиа, авокадо, амарант, фасоль, тыква, агава, гуайява, черимойя, перец красный острый, табак, батат, какао, маниок, капулин, лукума, опунция, хикама, Чёрная сапота, томат, ваниль, юкка и многие другие.
Данные Саагуна отличаются от собранных ранее крещенным ацтеком Мартином де ла Крусом (1552), который написал на науатль иллюстрированную рукопись, переведенную на латынь Хуаном Бадиано под названием «Libellus de Medicinalibus Indorum Herbis» (либо «Кодекс Де ла Крус Бадиано») на 63 листах. Только 15 растений у последнего совпадают с теми, что у Саагуна, и 29 растений совпадают с теми, что у индейских информаторов. Всего в кодексе (книги X и XI) в специальных разделах о травах описано 251 лечебное растение и приведено 185 цветных рисунков. Сегодня многие из них изучены и введены в мировую медицинскую практику. Однако большинство из них остаются неизвестными современной науке.
В 1570—1577 годах в Мексике работал над созданием обширного труда на латыни по ботанике и зоологии Франсиско Эрнандес де Толедо  (1514 или 1517—1578), но его работа была опубликована лишь в 1615 году на испанском языке под названием «Естественная история Новой Испании», или «История растений Новой Испании», или «Растения и Животные Новой Испании…», или «Четыре книги о природе и достоинствах растений и животных» («Historia Natural de Nueva España», или «Historia de las plantas Nueva España», или «Plantas y Animales de la Nueva Espana, y sus virtudes por Francisco Hernandez, y de Latin en Romance por Fr. Francisco Ximenez», или «Quatro libros de la naturaleza y virtudes de las plantas y animales…»). За семь лет своих исканий Эрнандес собрал сведения о 3076 растениях и более 500 животных, и почти ко всем из них он привел их характеристики. Из 3076 растений ботаники Вальдес и Флорес в 1985 году идентифицировали 667 растений на уровне видов, а 347 — на уровне родов или семей. Позже его книга неоднократно переиздавалась, а некоторые растения из неё благодаря Эрнандесу получили в дополнение к биноминальной номенклатуре авторство таксона. Согласно Международному кодексу ботанической номенклатуры (МКБН) ему присвоено наименование F.Hern.
Следует отметить, что основное отличие работ Саагуна и Эрнандеса не только в количестве собранных растений, но и в том, что Саагун опирался больше на сведения индейских информаторов, в то время как Эрнандес старался своими силами собирать растения и давать им собственные описания, следуя европейской традиции. Тем самым труд Бернардино де Саагуна несет в себе немалый доколумбовый аутентичный опыт.
В дальнейшем рукопись Саагуна была забыта, но книга Эрнандеса была неоднократно заимствована другими учёными: Хосе де Акоста, Нардо Антонио Рекки, Фабио Колонна, Хайме Онорато Помар, Грегорио Лопес, Федерико Чези, Хуан Барриос, Иоган де Лаэт, Иоан Эусебио Ньеремберг, Вильям Пизо, Роберт Лавэл, Джон Рэй, Джеймс Ньютон и другие.